# Christine Larsen Bodding
Christine Larsen Bodding (født 11. februar 1883, død 21. juni 1940) var en dansk lægemissionær for Santalmissionen. Hun ankom til Indien i november 1915, og blev gift med Paul Olaf Bodding 8. maj 1922. Christine L. Bodding arbejdede ved missionsstationerne i Maharo, Dumka og Mohulpahari. 